# دان باين
دان باين هو ممثل كندي، ولد في 4 أغسطس 1972 في كندا.

## أعمال

### أفلام
- (2006) جون تاكر يجب أن يموت[10]
- (2009) المراقبون[11]
- (2012) كوخ الغابة[12]
- (2015) ديساندنتس
- (2017) كل شيء، كل شيء[13]

## وصلات خارجية
- دان باين على موقع IMDb (الإنجليزية)
- دان باين على موقع ألو سيني (الفرنسية)
- دان باين على موقع أول موفي (الإنجليزية)
- دان باين على موقع قاعدة بيانات الفيلم (الإنجليزية)
- دان باين على موقع كينوبويسك (الروسية)